# 東北映音
東北映音（とうほくえいおん）は、山形県山形市に本社を置く山新グループの番組制作会社である。
1988年6月24日、山形新聞とそのグループ企業の出資によって設立された。

## 業務内容
- テレビ・ラジオ番組制作
- CM制作
- PR・記録映像制作
- 編集・録音・MA
- 放送・取材スタッフ派遣
- ENGクルー派遣
- イベント・コンサートの企画運営 タレントブッキング[要説明]
- 映画・シネマ歌舞伎 上映会